# Слобода-Небилівська
Слобода-Небилівська — село Калуського району Івано-Франківської області. Входить до складу Перегінської селищної громади.

## Історія
За усними переказами село заснували 6 чоловік з Небилова, що втекли від пана. У 1847 р. слобідці збудували церкву, за переказами опришок М. Миндюк привіз велику каплицю з села Кузьмінця, її розбудували майстри з с. Росівни, звідти ж привезли дзвіницю, яка після приходу більшовицької влади зруйнувалась.

У 1880 році село належало до Калуського повіту, було 296 мешканців (294 греко-католики, 2 римо-католики), церква святого Дмитра. 

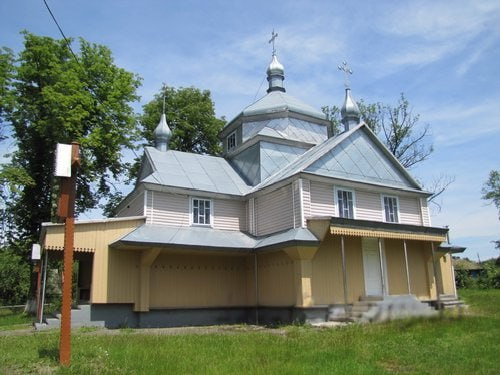
Церква Св. Дмитра в селі Слобода-Небилівська. 29.06.2014

До 1895 року початкову освіту мешканці села здобували у сільській хаті, оскільки окремо відведеного приміщення не було.
За переказами у лава УСС перебували такі мешканці села: Михайло Стефінів, Остап Іванцівський, Никола Винник, Петро Котик( Костів).
Австрійська армія конфіскувала в серпні 1916 р. у місцевій церкві 4 дзвони діаметром 64, 53, 40, 31 см, виготовлені у 1870-1874 рр. Після війни польська влада отримала від Австрії компенсацію за дзвони, але громаді села грошей не перерахувала.
У 1939 році в селі проживало 690 мешканців, з них 550 українців, 130 поляків (приїхали на нафтовидобуток) і 10 євреїв).
Під час німецької окупації в селі від рук німецької влади нікого не було вбито, навчання учні продовжували рідно. Мовою але замість російської вчили німецьку. Німецька влада примусово вивозила на роботи у Німеччину слобідців, але були і родини, які добровільно їхали. Відомо, що під час німецької окупації багато населення села працювало на нафтопромислі, нафту подавали нафтопроводом Слобода-Дуба-Креховичі.
На початку квітня 1944 р. в селі курінь УПА «Благого» роззброїв 80 німців.

## Населення

### Мова
Розподіл населення за рідною мовою за даними перепису 2001 року:
| Мова       | Кількість | Відсоток |
| ---------- | --------- | -------- |
| українська | 422       | 99.53%   |
| російська  | 2         | 0.47%    |
| Усього     | 424       | 100%     |